# Shax

Das für Shax benutzte Spielbrett

Shax (in manchen Gebieten auch Jar – „Schnitt“ – genannt; auch als Mororova bekannt) ist ein in Afrika und besonders in Somalia gespieltes Brettspiel. Es ist seit langer Zeit bekannt und heutzutage noch immer populär. 
Shax ist bei somalischen Männern beliebt. Gewöhnlich wird es gespielt, indem man auf dem Boden ein Spielfeld markiert und Steine oder Stöcke als Spielfiguren benutzt. Das Spiel hat auch einen starken Einfluss auf die somalische Literatur, die oft die Spielweise und Strategien erwähnt. In der früheren nomadischen Lebensweise der Somali diente Shax als Kommunikationsmethode zwischen unterschiedlichen Stämmen.

## Regeln
Shax ähnelt dem Mühlespiel sehr; beide Spiele werden auf dem gleichen Brett gespielt, doch beim Shax resultieren während der Setzphase gebildete Mühlen nicht sofort in der Entfernung eines gegnerischen Spielsteins. Wenn die Setzphase beendet ist und Mühlen geformt wurden, darf der Spieler, dem dies als erstem gelang, einen gegnerischen Spielstein entfernen. Sofern auch der zweite Spieler eine Mühle bilden konnte, darf er nun einen Stein des ersten Spielers vom Brett nehmen. Das Spiel geht darauf weiter wie vorher. Wenn es dagegen keinem der Spieler gelingt, während der Setzphase eine Mühle zu bilden, darf derjenige Spieler, der in der ersten Phase als zweiter Spieler beginnt, in der nächsten Phase anfangen. 
Wenn einer der Spieler irgendwann keinen Zug mehr machen kann, verliert er nicht; stattdessen muss der Gegenspieler durch einen Zug seinerseits Platz für einen gegnerischen Stein schaffen. Wenn aus dieser Aktion eine Mühle des befreienden Spielers resultiert, darf kein Spielstein des befreiten Spielers entfernt werden. Die Regel, dass ein Spieler, der nur noch drei Steine besitzt, diese auf beliebigen Knotenpunkten platzieren darf, wird nicht angewandt.